# Chigiriki

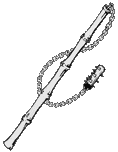
Chigiriki.

El chigiriki es un mayal de armas japonés. Consiste en una madera maciza o hueca (a veces de bambú) o en un palo con una plancha y una cadena de hierro en el extremo, a veces retráctil. El chigiriki es una variante más agresiva del kusarigama. Puede ser utilizado para golpear o enredar al adversario, así como para parar sus golpes y capturar o incapacitar las armas de los oponentes.
El palo puede ser tan largo como el antebrazo del portador o más, mientras que la longitud de la cadena también puede ser de varias longitudes. La plancha de hierro puede tener púas y su forma puede ser redonda o ser de múltiples caras. Su origen no se conoce con claridad. El chigiriki pertenece a la familia de armas furi-zue (empuñando palos), que era cualquier tipo de palo o bastón con una cadena atada y también es una de las armas shinobi zue (palos y bastones ninjas), los shinobi zue eran a menudo huecos y tenían múltiples usos como ocultar otras armas como el shuriken o como una pistola de aire comprimido o un tubo de respiración. El chigiriki-jutsu es el método de entrenamiento con una bola y una cadena atadas a un palo. Se dice que el chigiriki es utilizado por las escuelas Kiraku ryu y Araki ryu.

## Escuelas
Kiraku ryu
Araki ryu

## Galería

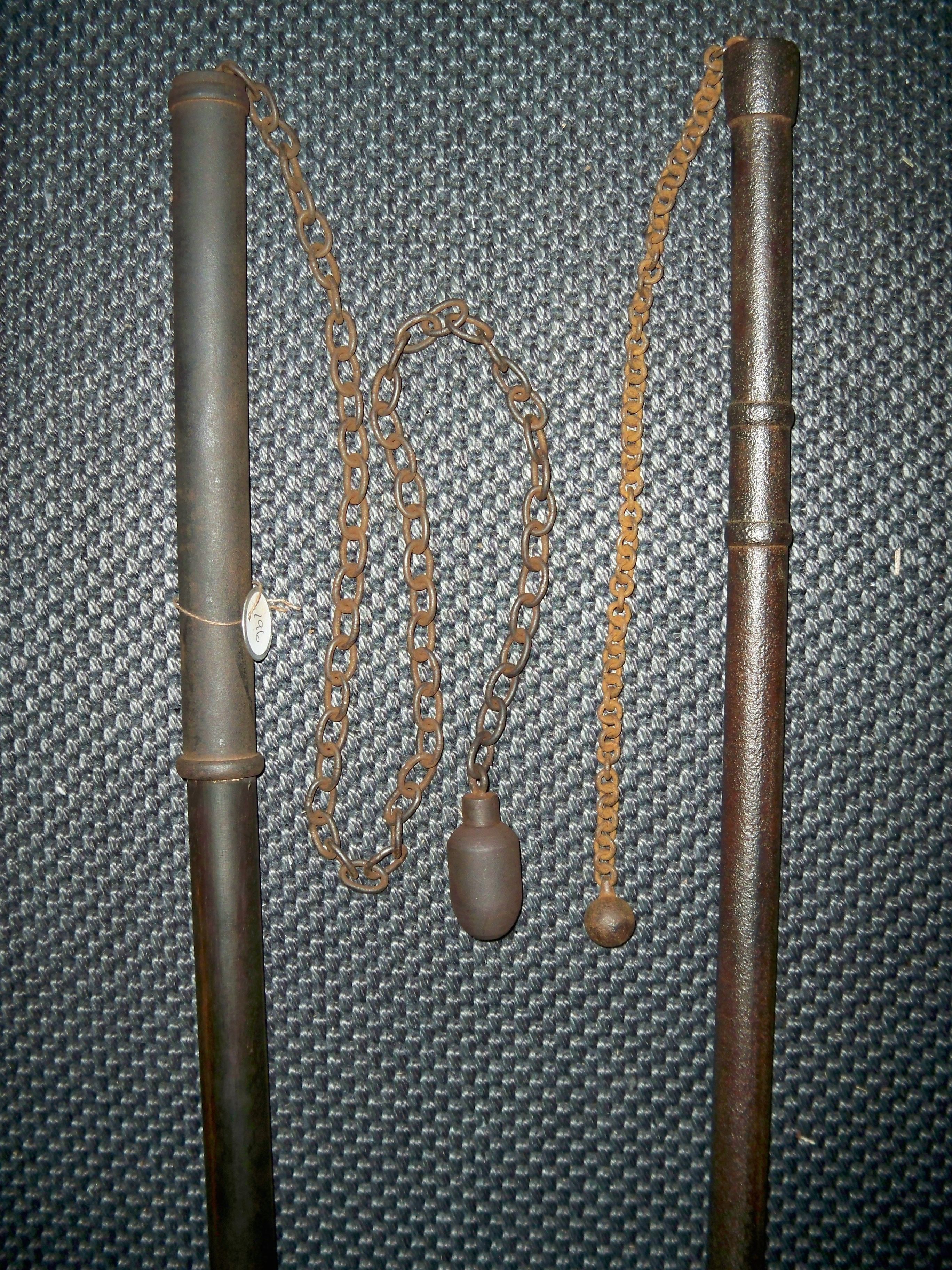
Dos armas chigiriki, cadena y plancha japoneses, uno con una barra de hierro hueca y una con una madera hueca y un bastón de hierro.
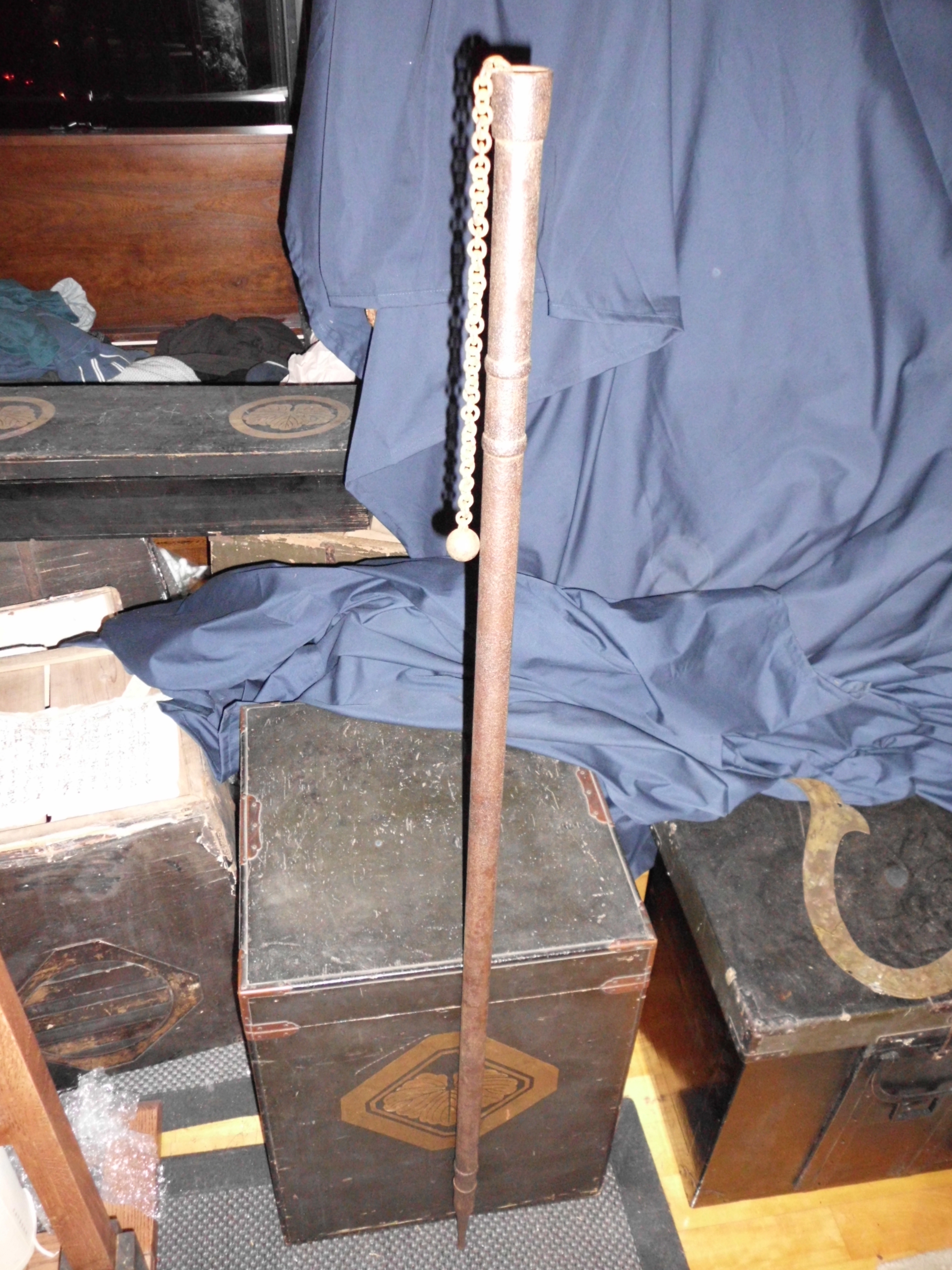
Chigiriki tetsu japonés, un bastón de hierro hueco que tiene una plancha de hierro unida a una cadena oculta en el interior.
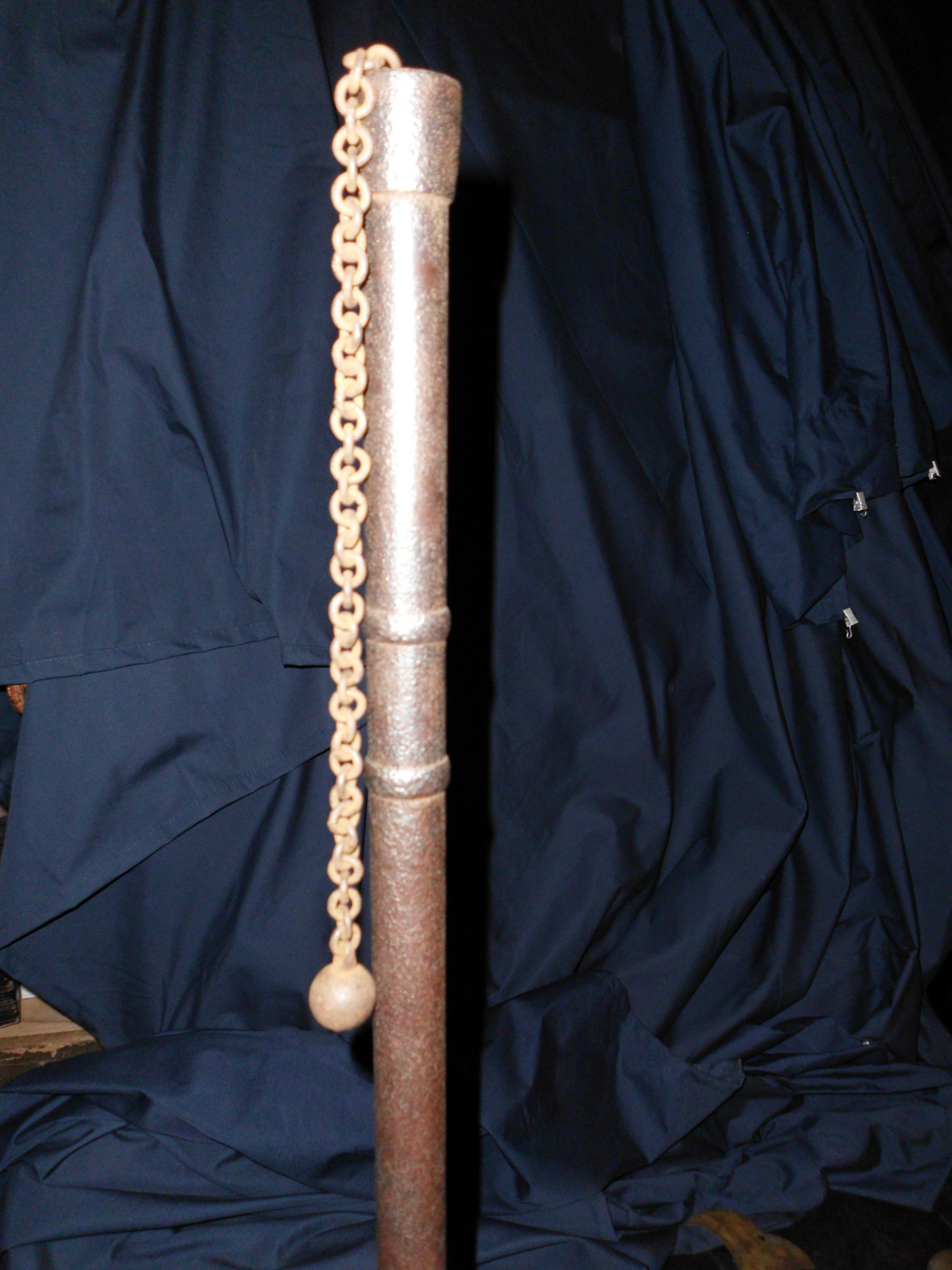
Chigiriki tetsu japonés, un bastón de hierro hueco que tiene una plancha de hierro unida a una cadena oculta en el interior.